# هل این ا سل (۲۰۲۲)
هل این ا سل (به انگلیسی: Hell in a Cell) یک رویداد غیر رایگان (Pay-Per-View) در کشتی حرفه‌ای است که توسط کمپانی دبلیودبلیوئی و برای هر دو برند راو و اسمک‌داون تهیه می‌شود و این دوره‌اش هم در ۵ ژوئن ۲۰۲۲ در ورزشگاه آل‌استیت ارینا شهر روزمونت ایالت ایلینوی برگزار شد. این رویداد چهاردهمین رویداد با نام هل این ا سل بود.

## زمینه‌سازی
هل این ا سل شامل مسابقاتی بین دشمنی‌های موجود، ماجراهای پیش آمده و استوری‌هایی خواهد بود که پیش از این در برنامه‌های را و اسمَک‌دَون پخش شده بود. کشتی‌گیرها با توجه به مسابقات یا سری اتفاقاتی که برایشان رخ می‌دهد و تنش را به حداکثر می‌رساند، نقش منفی یا قهرمان به خود می‌گیرند و در این رویداد به مسابقه و رقابت می‌پردازند.

### سث رالینز در مقابل کودی رودز
بعد از اینکه کودی رودز، سث رالینز را در رسلمانیا ۳۸ و رسلمانیا بکلش شکست داد، کودی رودز در یک مسابقه بر سر قهرمانی ایالات متحده در شوی راو ۹ مه در مقابل آستین تئوری قرار گرفت؛ که در آن مسابقه سث رالینز به کودی رودز حمله کرد که همین باعث باخت او شد. هفته بعد، رودز، رالینز را برای یک مسابقه دیگر چلنج کرد، این دفعه داخل هل این ا سل، که رالینز قبول کرد.

### بیانکا بلر و آسکا و بکی لینچ
در شوی راو ۲۵ آوریل، آسکا پس از ۹ غیبت در شو ها به دلیل مصدومیت به رینگ بازگشت. هفته بعد مقام دبلیودبلیوئی آدام پیرس فرصتی برای پیروزی کمربند قهرمانی به او داد. که آن مسابقه به دلیل دخالت بکی لینچ بدون برنده پایان یافت. هفته بعد در یک مسابقه تک به تک بین بکی لینچ و آسکا، آسکا پیروز شد تا در مقابل بیانکا بلر برای کمربند زنان راو در هل این ا سل قرار بگیرد. در شوی راو ۲۳ مه، یک فرصت دیگر به بکی لینچ برای مسابقه بر سر کمربند قهرمانی داده شد که در آن مسابقه در مقابل آسکا پیروز شد تا به مسابقه آسکا و بلر در هل این ا سل اضافه شود و مسابقه تبدیل به سه جانبه شد.

### بابی لشلی در مقابل ام‌وی‌پی و اوماس
در رسلمانیا ۳۸، بابی لشلی در مقابل اوماس پیروز شد. هفته بعد در شوی راو، مدیر برنامه‌ی بابی لشلی، ام‌وی‌پی به او خیانت کرد و به اوماس پیوست، کسی که بعدا در رسلمنیا بکلش، لشلی را با کمک ام‌وی‌پی شکست داد. بعد از آن در شوی راو ۱۶ مه، بابی لشلی، اوماس را در یک مسابقه قفس فولادین با قانون فرار از قفس شکست داد. هفته بعد، لشلی تصمیم گرفت که به این درگیری پایان دهد؛ پس در مقابل ام‌وی‌پی قرار گرفت، با این قانون که برنده آن مسابقه، نوع مسابقه لشلی در مقابل اوماس در هل این ا سل را انتخاب کند. در آن مسابقه ام‌وی‌پی با کمک اوماس به پیروزی رسید و تصمیم نهایی بر این شد که لشلی در مقابل ام‌وی‌پی و اوماس در یک مسابقه هندیکپ دو به یک قرار بگیرد.

## نتایج
| #                                                     | نتایج                                                                                       | نوع مسابقه                                           | مدت زمان |
| ----------------------------------------------------- | ------------------------------------------------------------------------------------------- | ---------------------------------------------------- | -------- |
| ۱                                                     | بیانکا بلر (c) پیروز در مقابل آسکا در مقابل بکی لینچ                                        | مسابقه سه جانبه برای قهرمانی زنان راو                | ۱۸:۵۵    |
| ۲                                                     | بابی لشلی پیروز در مقابل اوماس و ام‌وی‌پی                                                     | مسابقه دو به یک هندیکپ                               | ۸:۲۵     |
| ۳                                                     | کوین اونز پیروز در مقابل ایزیکیل                                                            | مسابقه تک نفره                                       | ۹:۲۰     |
| ۴                                                     | جاجمنت دی (ادج، دیمین پریست و ریا ریپلی) پیروز در مقابل فین بلر، ای جی استایلز و لیو مورگان | مسابقه تگ تیم شش نفره                                | ۱۶:۰۰    |
| ۵                                                     | مدکپ ماس پیروز در مقابل کوربین خوشحال                                                       | مسابقه نو هولدز بارد                                 | ۱۲:۰۵    |
| ۶                                                     | آستین تئوری (c) پیروز در مقابل مصطفی علی                                                    | مسابقه تک نفره برای برای قهرمانی کمربند ایالات متحده | ۱۰:۲۵    |
| ۷                                                     | کودی رودز پیروز در مقابل سث رالینز                                                          | مسابقه هل این ا سل                                   | ۲۴:۲۰    |
| - (c) – نشان‌دهنده قهرمان(هایی) است که به میدان می‌روند |                                                                                             |                                                      |          |

## موضوعات مرتبط
- کودی رودز
- سث رالینز
- سامر اسلم (۲۰۲۱)
- هل این ا سل (۲۰۲۱)